# إليزابيث بيتن
إليزابيث بيتن (بالإنجليزية: Elizabeth Peyton)‏ هي رسامة أمريكية، ولدت في 1965 في دانبري في الولايات المتحدة.